# Прогресивне оподаткування
Прогреси́вне оподаткува́ння — система, при якій податкові ставки збільшуються у міру зростання доходу платника податків.
У фінансовій практиці існує два види прогресії: проста і складна.
При простій прогресії ставки зростають у міру збільшення доходу (вартості майна) для всієї його суми.
При повній складній прогресії доходи діляться на частини, кожна з яких обкладається за своєю ставкою, тобто підвищені ставки діють не для всього об'єкта оподаткування, що збільшився, а для його частини, яка перевищує попередню.